# Isla Don Pedro (Panamá)
Isla Don Pedro es una isla del país centroamericano de Panamá localizada en el lago Gatún, que administrativamente depende de la provincia de Colón. Se ubica en las coordenadas geográficas 09°11′N 79°49′O / 9.183, -79.817 frente a la bahía Frijoles, al oeste de la isla Lindero, al este de la Punta Salud en la isla Barro Colorado, y al sur de la isla Vista Alta.